# Tournament Players Club
Tournament Players Club (TPC) är en kedja av amerikanska allmänna och privata golfklubbar som ägs av PGA-touren. De flesta av banorna har varit värdar för PGA-tourtävlingar, och de som inte har det är återkommande värdar till banor på Nationwide Tour eller Champions Tour. TPC-banor väljs ut eftersom de kan hantera stora mängder publik, vilket många banor som är erkända som bra men inte är TPC-banor inte kan, exempelvis Pine Valley, vilken är erkänd som en av USA:s allra bästa banor.
En av fördelarna med att hålla sina tävlingar på sina egna banor är att PGA-touren slipper dela på sina intäkter med banägarna.

## Publika klubbar

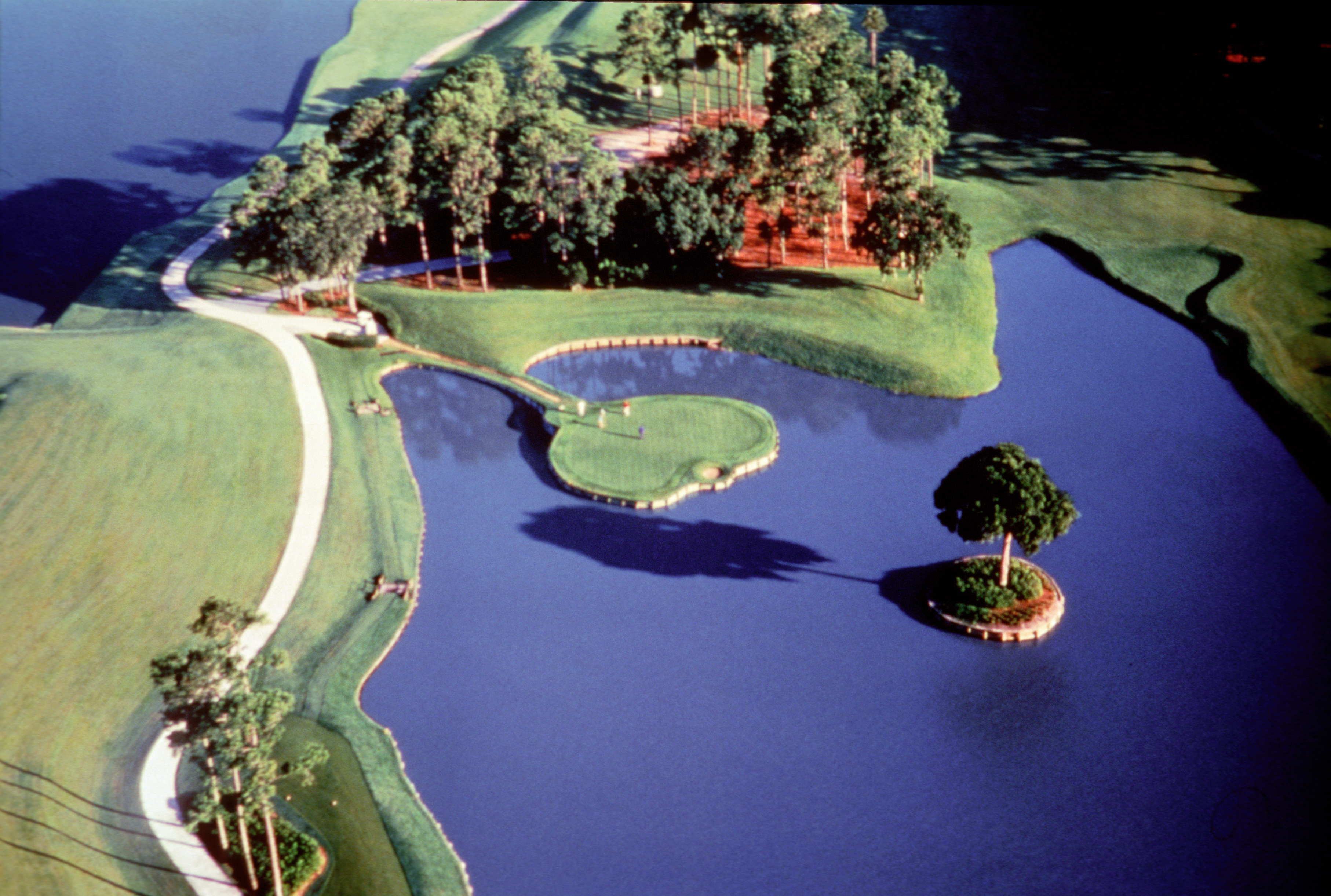
17:e hålet på TPC at Sawgrass är ett av världens mest kända golfhål.

- TPC at The Canyons, Las Vegas, Nevada
- TPC at Deere Run, Silvis, Illinois
- TPC at Heron Bay, Coral Springs, Florida
- TPC of Louisiana, New Orleans, Louisiana
- TPC of Myrtle Beach, Myrtle Beach, South Carolina
- TPC at Sawgrass, Ponte Vedra Beach, Florida
  - Stadium Course
  - Valley Course
- TPC of Scottsdale, Scottsdale, Arizona
  - Stadium Course
  - Desert Course
- TPC of Tampa Bay, Lutz, Florida
- TPC at Valencia, Valencia, California
- TPC of Virginia Beach, Virginia Beach, Virginia
- TPC at The Woodlands, The Woodlands, Texas

## Privata klubbar
- TPC at Avenel, Potomac, Maryland
- TPC of Boston, Norton, Massachusetts
- TPC at Craig Ranch, McKinney, Texas
- TPC at Eagle Trace, Coral Springs, Florida
- TPC at Jasna Polana, Princeton, New Jersey
- TPC of Michigan, Dearborn, Michigan
- TPC at Piper Glen, Charlotte, North Carolina
- TPC at Prestancia, Sarasota, Florida
  - Stadium Course
  - Club Course
- TPC at River Highlands, Cromwell, Connecticut
- TPC at River's Bend, Cincinnati, Ohio
- TPC at Snoqualmie Ridge, Snoqualmie, Washington
- TPC at Southwind, Memphis, Tennessee
- TPC at Sugarloaf, Duluth, Georgia
  - Meadows Stable
  - Pines
- TPC at Summerlin, Las Vegas, Nevada
- TPC of the Twin Cities, Blaine, Minnesota
- Wakefield Plantation, Raleigh, North Carolina